# Pedro Tagliani

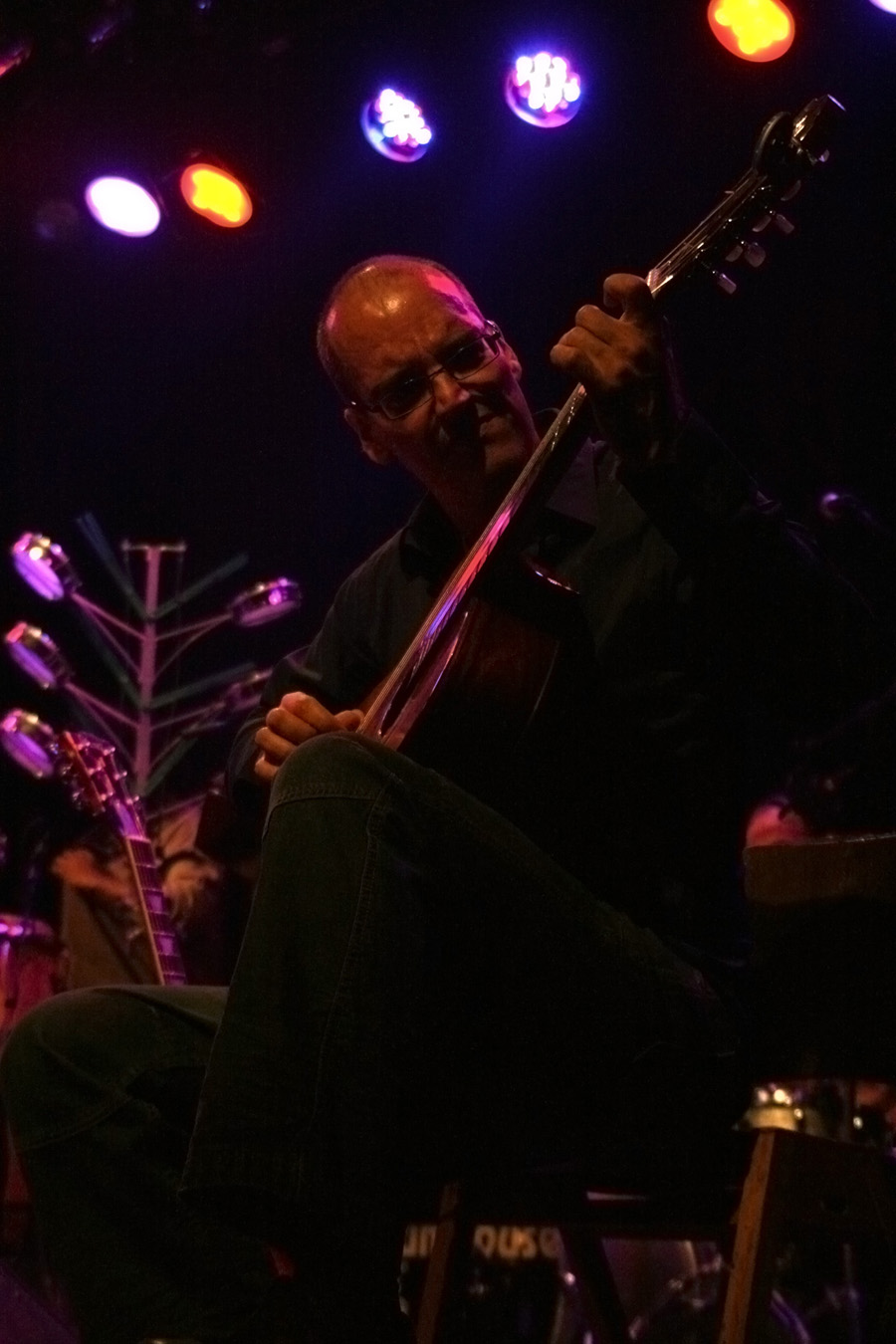
Pedro Tagliani, Vienna 2008

Pedro Tagliani (* 1961, stát Rio Grande do Sul, Brazílie) je brazilský jazzový kytarista.

## Život
Tagliani studoval od roku 1978 na Escola da Orquestra Sinfônica de Porto Alegre a později na Escola do Guitarrista Gaúcho. Od roku 1980 působil jako kytarista a skladatel skupiny Raiz de Pedra, s níž natočil čtyři alba. Poslední, Diário de Bordo s hostujícím Egbertem Gismontim, vyšlo u německého vydavatelství Enja.
Tagliani žije od roku 1993 v Evropě. Spolupracoval zde s hudebníky jako Egberto Gismonti, Wolfgang Lackerschmid, Stella Jones, Dave Samuel, Ruben Gomes a Peter Finger. V roce 1998 natočil ve Vídni album Arvoredo se saxofonistou Thomasem Kugim. V Praze doprovází jazzovou zpěvačku Yvonne Sanchez, se kterou natočil živé album Songs about Love.
Tagliani vystupuje mimo jiné v těchto formacích: Ahmed el Salamoune & Pedro Tagliani, Pedro Tagliani & Christian Gall, Melanie Bong Trio, Sophie Wegener's Zona Sul a Viva Corinho. Jeho album "Ao Vento", kde se snoubí zvláštní lehkost, hravá hbitost, ohnivé rytmy a elegantní tón, je považováno za mistrovské dílo současného latinskoamerického kytarového umění.

### Vydaná alba
- 1996 Raiz De Pedra – Diario De Bordo
- 2001 Pedro Tagliani & Thomas Kugi - Live At Unisinos, Frame Works
- 2009 Duo Dois - Pedro Tagliani And Chris Gall - Duo Dois (Música Brasileira Concertante)
- 2010 Ao Vento
- 2011 Yvonne Sanchez, Pedro Tagliani - Songs About Love, Live, Supraphon, Praha ‎
- 2020 Dia de Jogo
- 2020 Guitarra Brasileira
- 2021 Dia de Jogo
- 2021 Hemisférios
- 2021 Choro Alegre